# Woźniki
Woźniki là một thị trấn thuộc huyện Lubliniecki, tỉnh Śląskie ở nam Ba Lan. Thị trấn có diện tích 71 km². Đến ngày 1 tháng 1 năm 2011, dân số của thị trấn là 4384 người và mật độ 62 người/km².